# 东希梅诺
东希梅诺，是西班牙卡斯蒂利亚-莱昂阿维拉省的一个市镇。 总面积15km2, 总人口129人（2001年），人口密度9人/km2。